# Aureliano Oyarzún Navarro
Aureliano Oyarzún Navarro (Dalcahue, Chile, 6 de junio de 1858 - 1947) fue un médico chileno, que sucedió a Francisco Puelma Tupper en la cátedra de Patología en la Facultad de Medicina de la Universidad de Chile en 1891 a raíz de la Guerra Civil de 1891, puesto que Puelma era balmacedista.
Fue sucedido en la cátedra por el doctor Emilio Croizet. Participó en la Guerra del Pacífico y entró con el ejército chileno a Lima. Además, fue un estudioso del Chile prehispánico y un prolífico escritor al respecto, llegando a ser una de las más altas autoridades del país en el campo de la etnología de su tiempo.

## Vida familiar
Nació en Dalcahue, en el archipiélago de Chiloé, siendo hijo de Manuel Oyarzún Cárdenas y de Micaela Navarro Sánchez. Hizo sus estudios primarios en Ancud y Puerto Montt y los secundarios en el Instituto Nacional de Santiago. Se casó en 1894 con Elizabeth Philippi, quien era hija del naturalista Federico Philippi (a su vez hijo de Rodolfo y sobrino de Bernardo Philippi); de este matrimonio nacieron cinco hijos.

## Estudios
Se tituló de Farmacia en 1879 y participó en la Guerra del Pacífico como parte del "Servicio Sanitario". Se tituló de Medicina en 1885 con la tesis de “Elefantiasis del Escroto”
Es enviado a Alemania, entre 1887 y 1891, por el gobierno de José Manuel Balmaceda a Berlín a las cátedras de Heinrich Wilhelm Gottfried Waldeyer y Rudolf Virchow para después pasar a Estraburgo a la cátedra de Friedrich Daniel Von Recklinghausen. Cuando vuelve a Chile, tras recibir noticias de la guerra civil de 1891, reorganiza el laboratorio de Histopatología con los preceptos de Waldeyer, Virchow y Von Recklinghausen.

## Cátedra de Patología
Trabajando en condiciones muy insuficientes y sin mucha ayuda dio un fuerte impulso a la especialidad de Anatomía patológica. En 1907 se decidió a impulsar el ejercicio médico y dentro de las medidas adoptadas estuvo contratar en Alemania al doctor Max Westenhoeffer, quien se hizo cargo de los hospitales de la Beneficencia. Con él, en 1930 se da curso a una generación de profesores de esta especialidad como Ismael Mena, Sergio Donoso y Miguel Ossandón. Funda además la Biblioteca Central de la Facultad de Medicina de la Universidad de Chile, desarrollando intensas investigaciones, hasta su renuncia en 1907. Trató de implantar la tecnología alemana de correlación anatomo-patológica y la autopsia detallada, pero se encontró con graves problemas por la falta de sistema de los médicos chilenos, lo que fue una de las principales razones de su renuncia en 1908.

## Antropología
Además de su trabajo científico y político, al igual que su maestro Rudolf Virchow, desarrolló trabajos antropológicos. Tras su renuncia a la Facultad de Medicina se dedica a las investigaciones en el Museo de Etnología y Antropología (MEA) de Santiago, en donde trabajaría en conjunto con los investigadores alemanes avecindados en Chile Max Uhle y Martín Gusinde.
El 3 de febrero de 1943 participó en la primera reunión de la Asociación Folklórica Chilena junto a Ismael Edwards Matte, Domingo Santa Cruz, Oreste Plath, Carlota Andrée, María Luisa Sepúlveda, Camila Bari de Zañartu, Emilia Garnham, Carlos S. Reed, Sady Zañartu, Juana Risi de Maldini, Ricardo Donoso, Raúl Silva Castro, Benedicto Chuaqui, Andrés Sabella, Carlos Lavín, Oscar Cortés, Humberto Grez, Leopoldo Pizarro, Vicente Reyes Covarrubias, Víctor Castro, Gualterio Looser, Luis Gómez Catalán, Alberto Ried Silva, Remigio Acevedo, María Bichón y Josefa Turina, considerándose todos ellos socios y miembros fundadores.

## Obra

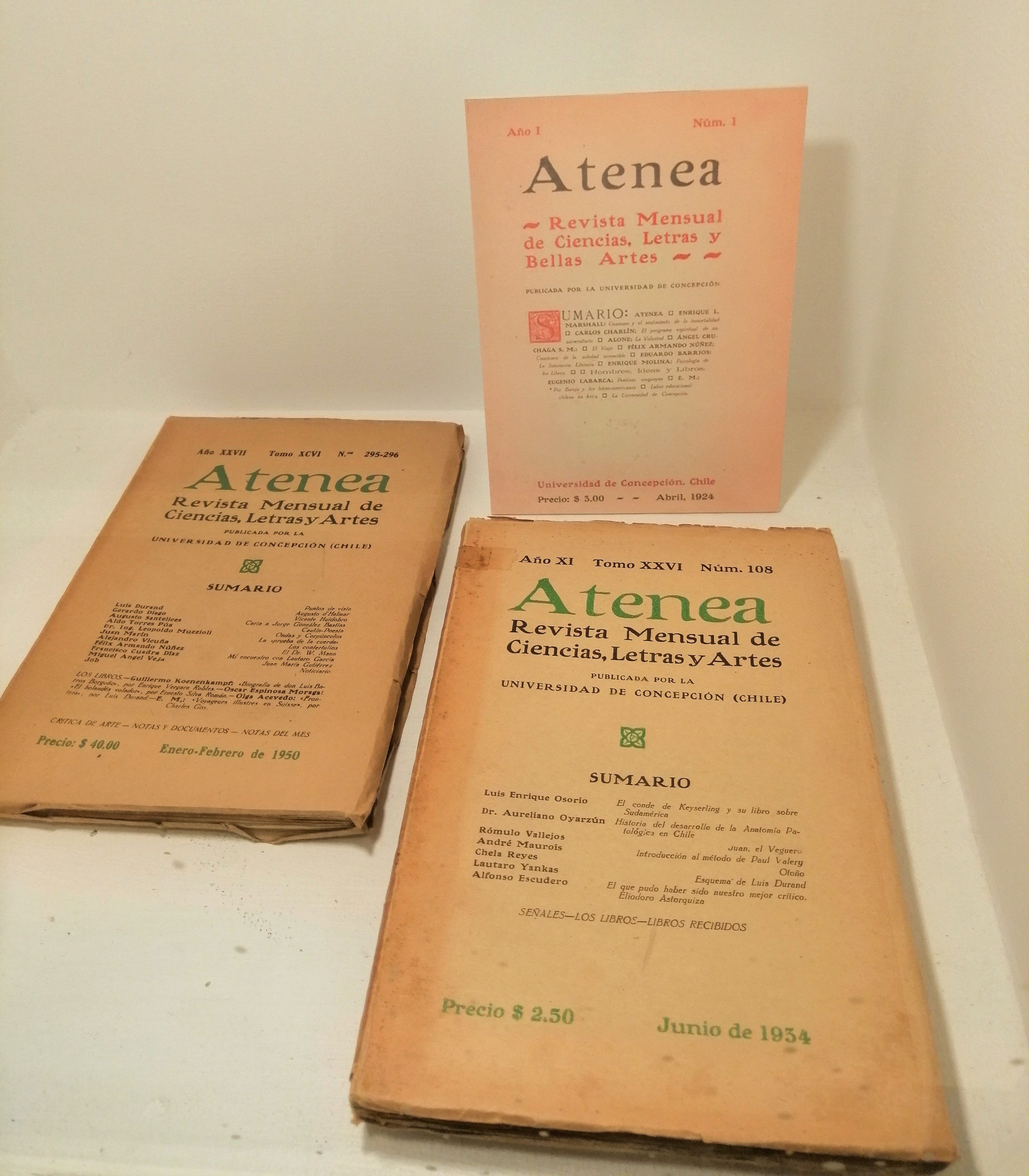
Aureliano Oyarzún publicó el artículo «Historia del desarrollo de la Anatomía Patológica en Chile», en el número 108 (1934) de la revista Atenea.

- Estudios antropológicos y arqueológicos. Editorial Universitaria, 1979[9]
- Los petroglifos del Llaima. Imprenta universitaria, 1910
- Contribución al estudio de la civilización peruana sobre los aboríjenes de Chile. Imprenta Universitaria, 1910[10]
- El trinacrio. Imprenta Universitaria, 1912
- Los kjoekkenmoeddinger o conchales de las costas de Melipilla i Casablanca. Soc. imprenta y litografía Universo, 1910.
- La sangre en las creencias y costumbres de los antiguos araucanos. Publicado en 1983, Libreros y Editores del Polígono SRL (Buenos Aires) Alberto Kleiner, editor LC F3126 O86 1983
- Los indios alacalufes. Publicaciones del Museo de Etnología y Antropología de Chile, 1922 Santiago, vol. 2, pp. 165-170.
- Los aborígenes de Chile. Santiago 1927: Imprenta de Chile.[11]

#### Propia
- Estudios antropológicos y arqueológicos Editorial Universitaria, 1979
- Los petroglifos del Llaima Imprenta universitaria, 1910
- Contribución al estudio de la civilización peruana sobre los aboríjenes de Chile Imprenta universitaria, 1910
- El trinacrio Imprenta universitaria, 1912
- Los kjoekkenmoeddinger o conchales de las costas de Melipilla i Casablanca Soc. imprenta y litografía Universo, 1910.
- La sangre en las creencias y costumbres de los antiguos araucanos Publicado en 1983, Libreros y Editores del Polígono SRL (Buenos Aires) Alberto Kleiner, editor LC F3126 O86 1983

#### Otros
- Julio Frank “Médicos en la Historia de Chile”.
- Ricardo Cruz-Coke Historia de la medicina chilena pag.504

- Datos: Q4822242
- Textos: Autor:Aureliano Oyarzún